# Comelles (Muntanyola)
Comelles és una masia de Muntanyola (Osona) inclosa a l'Inventari del Patrimoni Arquitectònic de Catalunya.

## Descripció
Masia de planta quadrada coberta a dues vessants amb la part dreta més prolongada que l'altra. La façana es troba orientada a migdia. El carener li és perpendicular i ostenta un portal adovellat i al damunt una finestra amb un escut. A la part esquerra hi ha una torre de planta quadrada coberta a quatre vessants, on s'hi adossa una capella. Al davant de la casa s'hi forma una lliça enllosada. A la part dreta de l'edificació s'ha adossat un cos quadrat de planta baixa i dos pisos, que sembla un afegitó posterior a la construcció de la casa. En aquest hi ha un altre portal d'accés que és destinat als propietaris. És construïda amb pedra i arrebossada i pintada al mur.

### Capella
Adossada a la masia, construcció de nau única orientada de nord a sud; la façana i portal d'entrada se situen a migdia. El portal és de forma rectangular amb un òcul al damunt, únic element que l'il·lumina i el capcer és coronat per un campaner d'espadanya. La nau és de petites dimensions i forma un petit absis que no és visible des de fora, ja que es troba adossat a la casa. Hi ha un balconet a la part dreta de la nau, amb barana de fusta i la part inferior decorada amb enteixinat, des del qual es pot sentir missa sense sortir del mas. És coberta amb volta decorada amb estuc, igual que la cornisa. Conserva el fragment d'un retaule del segle XVII de la Mare de Déu de la Bona Sort a l'absis de la capella.

## Història
Comelles es troba dins l'antic terme rural de Múnter. És esmentada al fogatge de 1553 de la parròquia i terme de Sant Esteve de Múnter.
Habitava el mas per aquella època Benet Comelles, obrer. No hi ha cap dada constructiva que ens permeti identificar les reformes que es degueren produir vers el segle XVII i XVIII, com en la majoria de masos de la contrada.
La capella és documentada des de 1640, dedicada a la Mare de Déu de la Bona Sort. Ni la capella ni al mas hi ha cap data constructiva que permeti datar l'època de les reformes.
A l'interior de la capella hi ha un quadre datat de maig de 1905 pel qual el Dr. Torres i Bages dona permís per a celebrar-hi missa, propietat de F.J. Castell i Descatllar, que es compromet a mantenir-la neta i conservar-la.